# Erich von Däniken
Erich Anton Paul von Däniken, född 14 april 1935 i Zofingen, är en schweizisk författare, som skrivit 26 böcker inom det paranormala. Han driver bland annat tesen att utomjordingar ofta har besökt jorden. Detta kan enligt Däniken ses i arkeologiska lämningar och vandringssägner av olika slag. 1968 gav han ut sin första bok, Erinnerungen an die Zukunft (Olösta gåtor ur mänsklighetens förflutna), vilken också är hans mest sålda. Hans fynd förkastas av vetenskapsmän som kallar dem pseudohistoria och pseudoarkeologi. 

## Böcker på svenska
- Olösta gåtor ur mänsklighetens förflutna (1968)
- Tillbaka till stjärnorna (1970)
- Fenomen som skakat världen (1974)
- Gudarnas spår (1977)
- Gudasäd (1977)
- Mina bevis (1977)
- Erich von Däniken i korsförhör (1978)
- Det förgångnas Profet (1979)
- Resa till Kiribati (1982)
- Stenarnas mystik (1992)

## Film
Den österrikiske filmaren Ferry Radax har gjort en dokumentär som heter Mit Erich von Däniken in Peru (Med Erich von Däniken i Peru, 1982). 

## Kritisk granskning
I sin bok Olösta forntidsgåtor gör Gerhard Gadow en kritisk granskning av Däniken och särskilt av Dänikens bok Olösta gåtor ur mänsklighetens förflutna. Enligt Gadow finns det fyra karaktäristiska drag hos Dänikens resonemang:
- Felaktigheter vad gäller antal, stavning, mått, årtal och så vidare som tyder på bristande sakkunskap.
- Däniken utelämnar medvetet för sammanhanget relevanta fakta trots att dessa finns i källmaterialet.
- Däniken ställer meningslösa och omotiverade frågor till sina läsare trots att svaren på dessa finns i källmaterialet.
- Däniken använder sig av fritt uppfunna påståenden samt gör över- eller underdrifter.